# 弗里索伊爾 (密歇根州)
弗里索伊爾（英語：Free Soil）是位於美國密歇根州梅森縣弗里索伊爾鎮區的一個村。

## 人口
根據2020年美國人口普查的數據，弗里索伊爾的面積為2.69平方千米，當中陸地面積為2.69平方千米，而水域面積為0.00平方千米。當地共有人口158人，而人口密度為每平方千米58人。